# Unterach am Attersee
Unterach am Attersee osztrák község Felső-Ausztria Vöcklabrucki járásában. 2018 januárjában 1448 lakosa volt.

## Elhelyezkedése

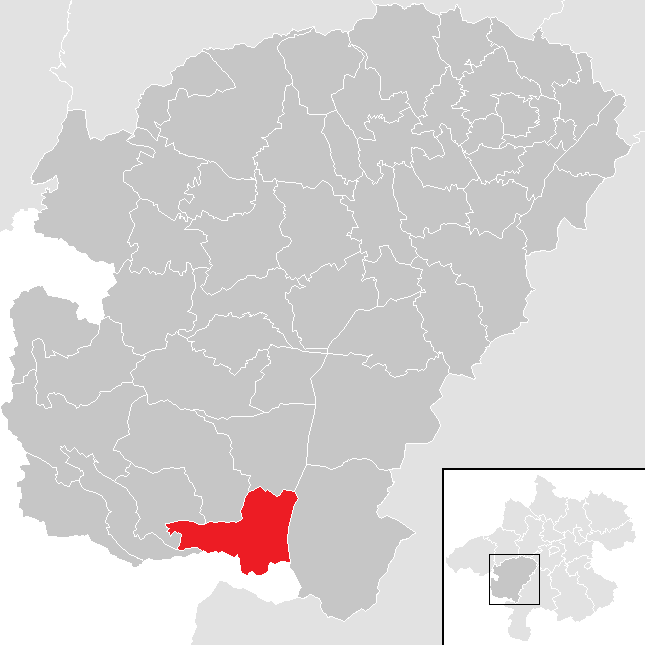
Unterach am Attersee a Vöcklabrucki járásban

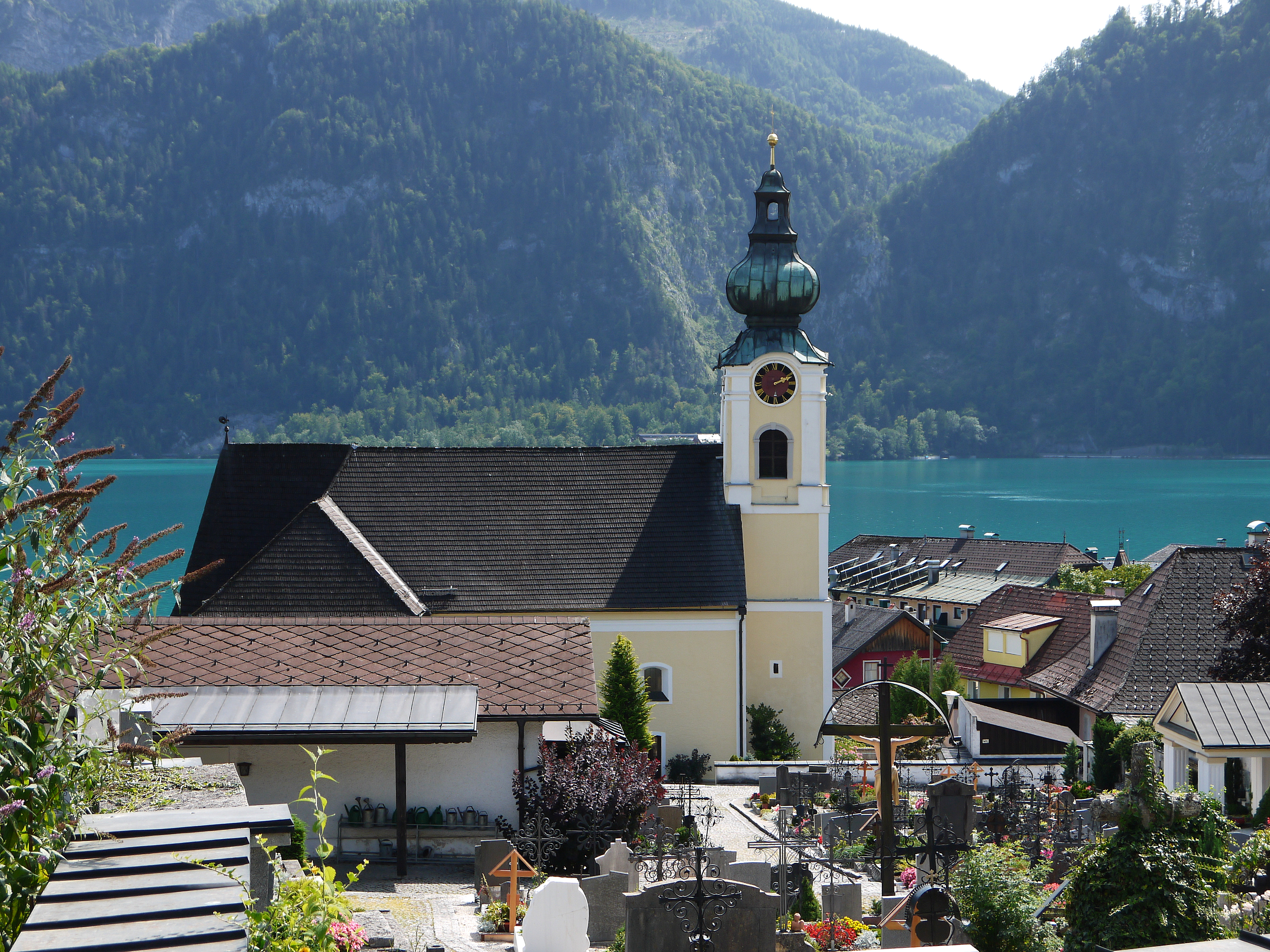
A Szt. Bertalan-templom

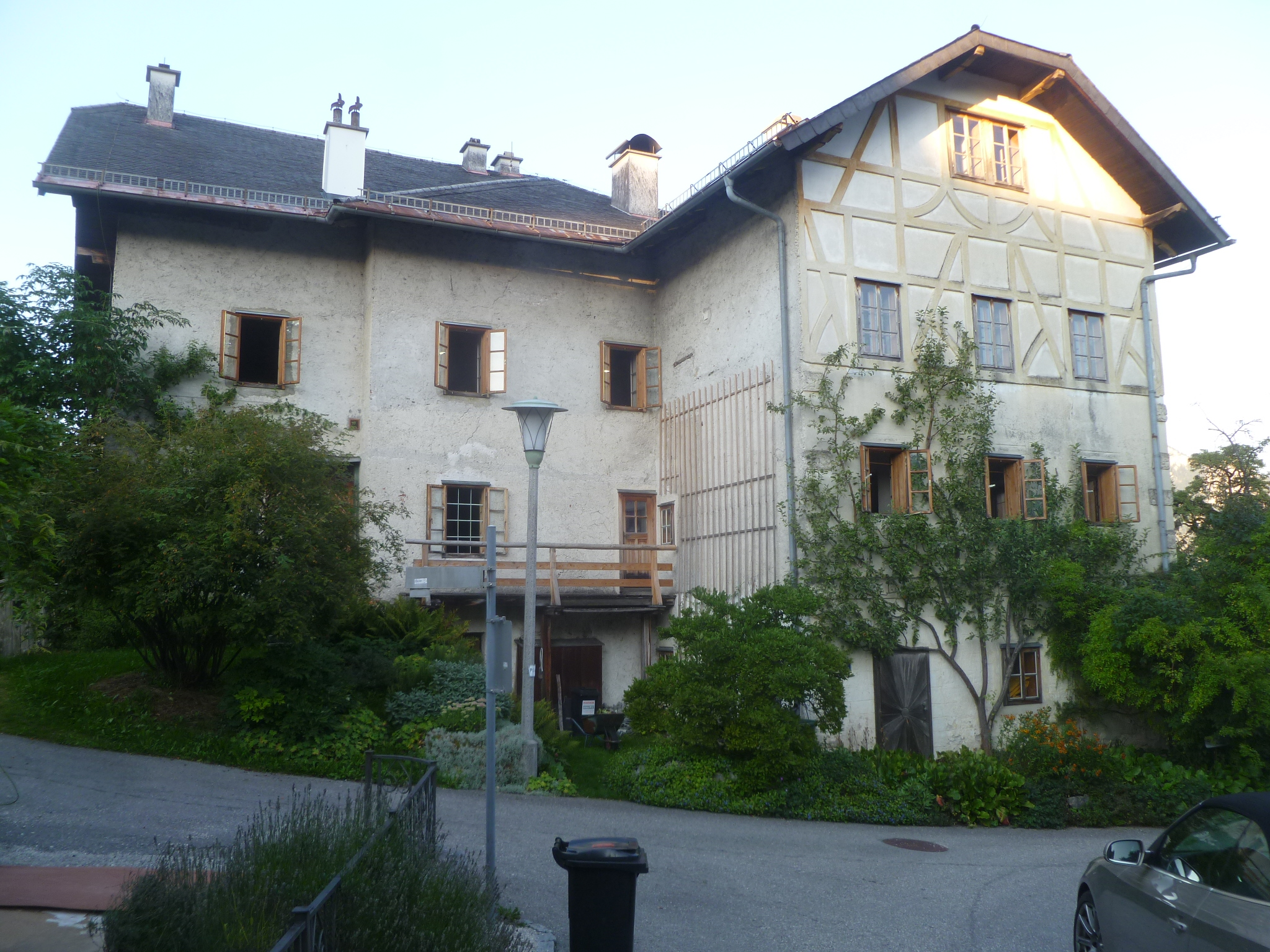
A Lassereck-kastély

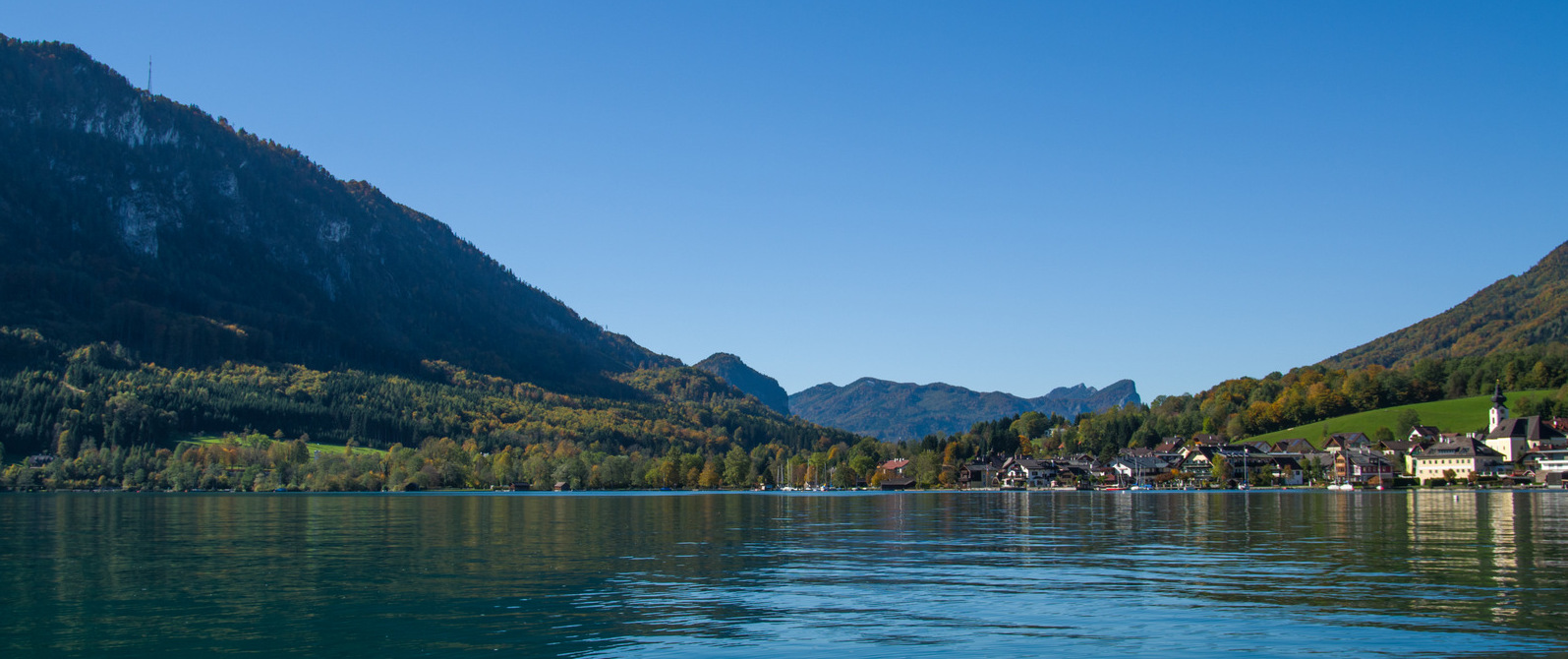
Unterach látképe a tó felől

Unterach am Attersee Felső-Ausztria Hausruckviertel régiójában helyezkedik el, az Attersee délnyugati partján. Területének nyugati része érinti a Mondsee tó partját. A két tavat összekötő Seeache Unterachnál torkollik az Atterseebe. Legmagasabb pontja a Hochplättspitze (1123 m). Az önkormányzat 3 településrészt és falut egyesít: Au (309 lakos 2018-ban), Buchenort (275 lakos) és Unterach (864 lakos). 
A környező önkormányzatok: nyugaton Innerschwand am Mondsee, északnyugaton Mondsee és Oberwang, északon Nußdorf am Attersee, keleten Steinbach am Attersee, délen Sankt Gilgen (Salzburg tartomány).

## Története
A terület már az újkőkorban lakott volt. Elszórt leletek arra utalnak, hogy a római korban is lehetett erre egy kis település. 
A község neve a "vízköztit" jelentő untraha szóból ered. Unterachot először a mondseei apátság 748-as alapításakor említik, de faluvá csak a 9. század környékén fejlődött. Szt. Bertalannak szentelt templomát 990 körül építették. A falu a középkorban Kogl várának uradalmához tartozott. A késő középkorban urai a Vischmeister (főhalászmester) család volt, nevük a halászat jelentőségére utal. Tőle Lasser von Lassereck szerezte meg, akinek utódai udvarházukat a 16-17. századra kastéllyá fejlesztették. 
A 16. század közepére Unterach teljes lakossága áttért a protestáns vallásra, sőt a közeli Salzburgi főegyházmegyéből is menekültek ide protestánsok. 1600-ban iskoláról tesznek említést. A hagyomány szerint a pestis szinte az Attersee körüli teljes lakosságot kiirtotta és a falut egy unterachi férfi és egy weyreggi nő alapította újra. A nehezen járható hegyek közti kis falut a napóleoni háborúk idejében elkerülték a hadseregek. Mivel út nem vezetett oda, a közlekedést csónakon oldották meg. A kikötő és a cölöpökre épített parti házak miatt a turisták Kis-Velencének nevezték a települést.  A 19. században a régió népszerű nyaralóhellyé vált és a 20. század fordulóján számos villa épült Unterachban.

## Lakosság
Az Unterach am Attersee-i önkormányzat területén 2018 januárjában 1448 fő élt. A lakosságszám 1951-ben érte el csúcspontját 1777 fővel, azóta 1300-1400 körül ingadozik. 2015-ben a helybeliek 86,8%-a volt osztrák állampolgár; a külföldiek közül 5,3% a régi (2004 előtti), 4,1% az új EU-tagállamokból érkezett. 2,9% a volt Jugoszlávia (Szlovénia és Horvátország nélkül) vagy Törökország, 0,8% egyéb országok polgára. 2001-ben a lakosok 82,6%-a római katolikusnak, 4,8% evangélikusnak, 1,8% mohamedánnak, 7,8% pedig felekezeten kívülinek vallotta magát. Ugyanekkor 9 magyar élt a községben. A legnagyobb nemzetiségi csoportokat a német (92,8%) mellett a horvátok (2,7%) és a bosnyákok (1,6%) alkották. 

## Látnivalók
- a Szt. Bertalan-plébániatemplom
- a Lassereck-kastély
- az unterachi kastély eredetileg a kogli felügyelő lakhelye volt, a 17. század végén sörfőzdévé alakították, 1900-ban átépítették lakóházzá
- a Viktor Kaplan-mauzóleum
- a Kaplan-villa
- a volt Aranyhajó fogadó
- az Egelsee lápi természetvédelmi terület

## Fordítás
- Ez a szócikk részben vagy egészben  az   Unterach am Attersee című német Wikipédia-szócikk ezen változatának fordításán alapul.  Az eredeti cikk szerkesztőit annak laptörténete sorolja fel. Ez a jelzés csupán a megfogalmazás eredetét és a szerzői jogokat jelzi, nem szolgál a cikkben szereplő információk forrásmegjelöléseként.